# Лисенко Елеонора Василівна
Елеонора Василівна Ли́сенко (нар. 24 вересня 1953, Трускавець) — український скульптор; член Спілки художників України з 1994 року. Дружина скульптора Григорія Лисенка.

## Життєпис
Народилася 24 вересня 1953 року в місті Трускавці (нині Львівська область, Україна). 1991 року закінчила Київський державний художній інститут. Була ученицею Анатолія Фуженка.
Мешкала Києві в будику на вулиці Донецькій, № 57, квартира № 30. Протягом 2000—2007 років обіймала посаду секретаря Ялтинської організації Національної спілки художників України. Мешкала у Кореїзі в будинку на провулку Південному, № 2.

## Творчість
Працює у галузях станкової і монументальної скульптури. Використовує гіпс, майоліку, мармур, дерево, бронзу. У співавторстві з чоловіком створила:
- керамічні рельєфи на фасаді Палацу культури «Арма» у Києві (1991);
- фонтани «Флора» у пансіонаті «Златоуст» в Алупці (1995), «Вільний вітер» (1998), «Леда і Лебідь» у санаторії «Місхор» в Кореїзі (1999), «Джерело» в Ялті (2004);
- декоративні скульптури в санаторії «Місхорі»: «Материнство» (1996), «Розп'яття» (2000);
- пам'ятник адміралу Михайлу Лазарєву в Севастополі (26 жовтня 1996);
- меморіальні дошки — Г. Рахліну в Києві (1998), Павлу Нахімову в Севастополі (1999);
- галерею пам'ятників на «Алеї гумору» в Ялті «Портфель Жванецького», «Мікрофон Кобзона», «Трубка Ширвіндта», «Жилетка Арканова» (2004—2014);
- маски «М. Вашуков», «Н. Крутова-Шестак», «М. Бандурін» (усі — 2010);
- скульптуру для фонтану «Нереїда» (2014).

Бере участь у всеукраїнських мистецьких виставках з 1983 року. Персональні виставки разом з чоловіком провела у Києві у 1983, 1985—1987, 1989—1990 роках, Варшаві у 1987 році, Відні у 1988 році, Ялті у 1991, 1998—1999, 2009, 2013—2015 роках.
Окремі роботи скульпторки зберігаються у Севастопольському художньому музеї, Лівадійському палаці-музеї, Ялтинському історико-літературному музеї, Алупкинському палацово-парковому музеї-заповіднику, Центральному архіві-музеї літератури і мистецтва України у Києві, Варшавському археологічному музеї.